# Байерлорцер, Ахим
Ахим Байерлорцер (нем. Achim Beierlorzer; род. 20 ноября 1967, Эрланген, Бавария) — немецкий футболист и тренер. Футболистом играл на позиции полузащитника.

## Карьера
Байерлорцер начинал карьеру в клубе «Нюрнберг», но большую часть карьеры провёл в команде «Гройтер». После окончания карьеры футболиста стал футбольным тренером. Байерлорцер работал в системе «РБ Лейпцига», затем возглавлял скромный клуб «Ян» из Регенсбурга, с которым даже боролся за выход в Бундеслигу. Затем продолжил карьеру в «Кёльне», однако вынужден был покинуть команду ещё до окончания первого круга.
В 2019 году возглавил «Майнц 05», подписав с клубом контракт до 2022 года.